# Cinclidotus mucronatus
Cinclidotus mucronatus là một loài rêu trong họ Cinclidotaceae. Loài này được Brid. Guim. mô tả khoa học đầu tiên năm 1919.